# Gubię kroki
Gubię kroki – singel polskiego piosenkarza i rapera White'a 2115 z albumu studyjnego Maffija jest na zawsze. Singel został wydany przez wytwórnię SBM Label 20 grudnia 2019 roku. Tekst utworu został napisany przez Sebastiana Czekaja.
Nagranie otrzymało w Polsce certyfikat platynowej płyty, przekraczając liczbę 50 tysięcy sprzedanych kopii.
Singel zdobył ponad 6 milionów wyświetleń w serwisie YouTube (2023) oraz ponad 18 milionów odsłuchań w serwisie Spotify (2023).

## Nagrywanie
Utwór został wyprodukowany przez Black Rose Beatz. Tekst do utworu został napisany przez Sebastiana Czekaja.

## Twórcy
- White 2115 – słowa[1][2]
- Sebastian Czekaj – tekst[1]
- Black Rose Beatz – produkcja[1][2]

## Certyfikaty
| Kraj          | Certyfikat      | Sprzedaż |
| ------------- | --------------- | -------- |
| Polska (ZPAV) | platynowa płyta | 50 000+  |